# Alix Gerniers
Alix Gerniers (* 29. Juni 1993 in Ronse) ist eine belgische Hockeyspielerin. Sie gewann mit der belgischen Nationalmannschaft bei Europameisterschaften zwei Silbermedaillen und eine Bronzemedaille.

## Sportliche Karriere
Gerniers spielt bei La Gantoise, von 2021 bis 2023 war sie mit Gantoise belgische Meisterin.
Bei den Olympischen Spielen 2012 in London belegte Gerniers mit der belgischen Mannschaft den elften Platz unter zwölf teilnehmenden Mannschaften. Insgesamt erzielten die Belgierinnen im Turnierverlauf vier Tore, eins davon schoss Alix Gerniers im letzten Spiel. Im Jahr darauf bei der Europameisterschaft in Boom war Belgien das Gastgeberland. Die Nationalmannschaft erreichte das Halbfinale und unterlag dann im Penaltyschießen der deutschen Mannschaft. Im Spiel um den dritten Platz unterlagen die Belgierinnen den Niederländerinnen mit 1:3. 2014 folgte der zwölfte und letzte Platz bei der Weltmeisterschaft in Den Haag. Im Jahr darauf wurden die Belgierinnen Fünfte der Europameisterschaft in London.
2017 bei der Europameisterschaft in Amsterdam besiegten die Belgierinnen im Halbfinale die deutsche Mannschaft mit 1:0. Das Finale gewannen die Niederländerinnen mit 3:0. Gerniers war in allen fünf Spielen dabei. 2018 waren bei der Weltmeisterschaft in London 16 Mannschaften dabei, darunter sieben aus Europa. Die Belgierinnen wurden Zehnte, allerdings lagen alle anderen Teams aus Europa vor den Belgierinnen. 2019 bei der Europameisterschaft in Antwerpen wurden die Belgierinnen Sechste und verhinderten damit gerade noch den Abstieg aus Europas Topgruppe.
2021 bei der Europameisterschaft in Amstelveen unterlagen die Belgierinnen im Halbfinale den Niederländerinnen. Im Kampf um Bronze bezwangen sie die Spanierinnen mit 3:1. Bei der Weltmeisterschaft 2022 erreichten die Belgierinnen erstmals nach vierzig Jahren wieder das Viertelfinale bei einer Weltmeisterschaft und verloren dann gegen die Niederländerinnen. Die Belgierinnen belegten den sechsten Platz. Gerniers war in allen fünf Spielen dabei, wobei Alix Gerniers, Michelle Struijk und Barbara Nelen abwechselnd die Kapitänsbinde trugen. 2023 bei der Europameisterschaft in Mönchengladbach bezwangen die Belgierinnen im Halbfinale die Deutschen. Im Endspiel siegten die Niederländerinnen mit 3:1. Nelen, Garniers und Struijk trugen während des Turniers die Kapitänsbinde und wurden in allen fünf Spielen eingesetzt. Bei den Olympischen Spielen 2024 in Paris verloren die Belgierinnen im Halbfinale gegen die Chinesinnen im Shootout. Im Spiel um den dritten Platz unterlagen sie im Shootout gegen die Argentinierinnen. Gerniers war in allen acht Spielen dabei.
Insgesamt bestritt die 1,64 Meter große Angriffsspielerin Alix Gerniers bis August 2024 277 Länderspiele für Belgien, in denen sie 54 Tore erzielte.